# Hans Besser (Maler)

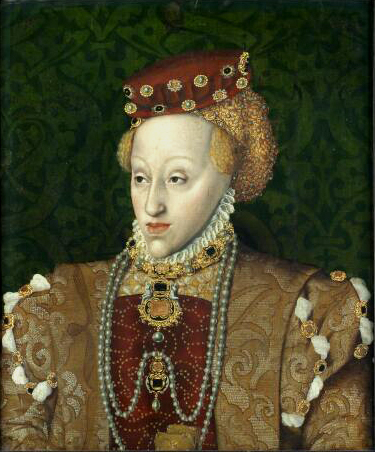
Hans Besser: Erzherzogin Maria, Herzogin von Jülich-Kleve-Berg, Stadtmuseum Landeshauptstadt Düsseldorf

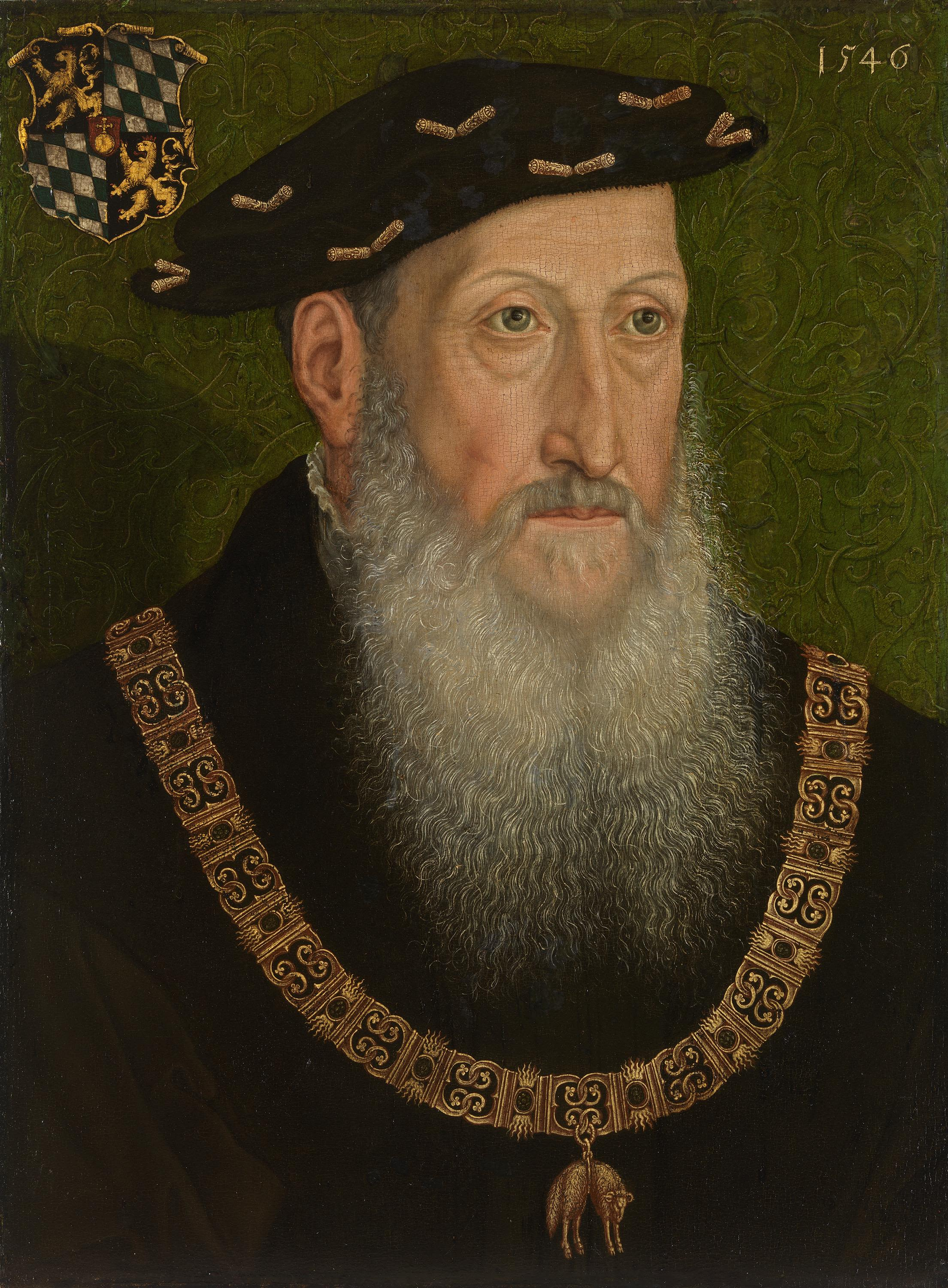
Hans Besser: Friedrich II. von der Pfalz, Kunsthistorisches Museum Wien

Hans Besser war um 1546 Maler am Hofe des pfälzischen Kurfürsten Friedrich II. Sowohl Geburtsjahr wie Todesjahr dieses Porträtmalers der Renaissance sind unbekannt. Er war am Hofe Friedrichs tätig, nachdem dieser 1544 die Nachfolge seines Bruders angetreten hatte. Nach dem Tod Friedrichs 1556 findet sich der Name Bessers als Hofmaler des Kurfürsten Ottheinrich von der Pfalz. Wenig ist von seinem Lebenslauf bekannt, das als gesichert gilt.

## Meister der Pfalz- und Markgrafen
Besser war wohl vor allem Porträtmaler. Bevor diese Porträts dem in Dokumenten nachweisbaren Maler Hans Besser (oder in der Schreibweise Hans Pesserer) zugeordnet werden konnten, wurden sie unter Meister der Pfalz- und Markgrafen geführt. Dieser Notname wurde dem Maler wegen der häufigen Darstellung kurpfälzischer Fürsten gegeben.

## Lebenslauf
Als Hofmaler des Kurfürsten Friedrich II. war Hans Besser auch Hans von Köln genannt. Er war wohl in Aachen geboren, hatte Köln 1537 wegen der Verfolgung seines Glaubens verlassen und in der Pfalz Zuflucht gefunden. Er wurde Bürger der Stadt Speyer, wohl nachdem er extremen Elementen seines Glaubens abgeschworen hatte. Dann ab 1546 in Heidelberg tätig, verliert sich seine Spur nach 1556 am Hofe Ottheinrichs. In Speyer lebte auch der Maler und Kartograph Wilhelm Besserer, der wahrscheinlich sein Sohn war.

## Werke (Auswahl)
Bei den heute bekannten Gemälden von Hans Besser handelt es sich fast ausschließlich um Porträts hochstehender Adeliger seiner Zeit. So sind ihm z. B. die folgenden Werke zugeordnet:
- Bildnis des Kurfürsten Friedrich II. Wien, Kunsthistorisches Museum. 1546
- Bildnis von Kurfürstin Dorothea im Alter von 25 Jahren. 1546
- Bildnis von Ludwig von der Pfalz im Alter von 10 Jahren. Compton Verney Art Gallery, Warwickshire. 1549/50
- Bildnis der  Erzherzogin Maria, Herzogin von Jülich, Cleve und Berg. Düsseldorf, Stadtmuseum. Um 1555

Dem Meister werden auch zwei Kupferstiche mit Innenansichten des Speyrer Domes zugeschrieben.

## Stil und kunsthistorische Bewertung
Hans Besser war keiner der führenden und auch kein stilbildender Maler der Renaissance im deutschsprachigen Raum. Seine kühlen Porträts mit ihren bewegungslosen Posen und starren Gesichtsausdrücken der Porträtierten zeigen eine distanzierte Betrachtung, die einer nüchternen Sachlichkeit der niederländischen Malerei der Zeit der Reformation zu folgen scheint.